# 험버교

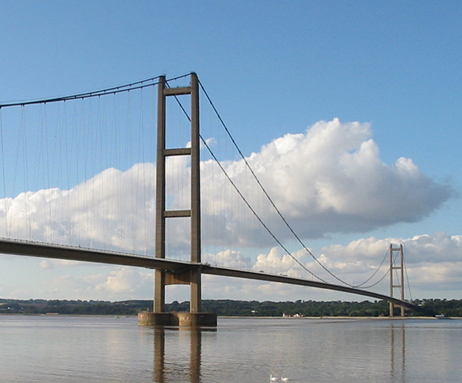
험버교

험버교(영어: Humber Bridge)는 잉글랜드 이스트라이딩오브요크셔주 킹스턴어폰헐 근처에 있는 2.22 km (2,430 yd; 7,300 ft; 1.38 mi)의 현수교다. 1981년 6월 24일에 개통했을 때 당시 세계에서 가장 긴 현수교였다.